# 碧城郡
碧城郡（ピョクソンぐん）は朝鮮民主主義人民共和国黄海南道に属する郡。

## 地理
黄海に面する。東に海州市、東北に新院郡、北に信川郡、西に苔灘郡、西南に甕津郡、南に康翎郡と境を接する。

## 歴史
もともと海州を中心とする一帯を海州郡と称したが、1938年に海州邑が府に昇格して郡から離脱すると、周辺地域は碧城郡と改称した。
1952年、北朝鮮の行政区画再編により、広大な郡が細分化されて青丹郡・新院郡・苔灘郡などに分けられ、ほぼ現在の郡域がつくられた。
なお、現在韓国側の仁川広域市甕津郡に所属する大延坪島・小延坪島はかつて碧城郡の所属であったが、日本の敗戦で朝鮮が分割占領された際、38度線以南に位置していたため米軍の占領下に入り、京畿道甕津郡に編入され、朝鮮戦争後も韓国の統治下にとどまり現在に至っている。

### 年表
この節の出典
- 1895年 - 海州府海州郡（二十三府制）。
- 1896年 - 黄海道海州郡。
- 1914年4月1日 - 郡面併合により、黄海道平山郡龍山面の一部、甕津郡龍淵面の一部、長淵郡苔湖面の一部が海州郡に編入、海州郡花陽面の一部が延白郡に編入、検丹面の一部が信川郡に編入。海州郡に以下の面が成立。(23面)
  - 東雲面・青龍面・月禄面・代車面・壮谷面・雲山面・弥栗面・羅徳面・瀛東面・海州面・来城面・錦山面・秋花面・泉決面・日新面・茄佐面・東江面・席洞面・高山面・検丹面・西辺面・松林面・海南面
- 1927年 - 瀛東面の一部が海州面に編入。(23面)
- 1931年4月1日 - 海州面が海州邑に昇格。(1邑22面)
- 1936年 - 瀛東面・西辺面の各一部が海州邑に編入。(1邑22面)
- 1938年10月1日 (20面)
  - 海州邑が海州府に昇格、郡より離脱。
  - 海州郡が碧城郡に改称。
  - 西辺面・席洞面が合併し、西席面が発足。
  - 泉決面・瀛東面が合併し、瀛泉面が発足。
- 1943年10月1日 - 西席面の一部が海州府に編入。(20面)
- 1945年8月15日 - ソ連軍管理下に置かれる。ただし、来城面・日新面・青龍面・東江面・松林面および瀛泉面・秋花面・茄佐面・月禄面・代車面・海南面の各一部は米軍管理下に置かれる。(南11面、北15面)
- 1945年11月4日 - 米軍管理下の来城面・日新面・青龍面・秋花面・瀛泉面が京畿道延白郡に、東江面・松林面・茄佐面・月禄面・代車面・海南面が京畿道甕津郡に編入。米軍管理下の碧城郡は消滅。(15面)
- 1946年12月 - ソ連軍管理下の甕津郡甕津邑・茄川面・交井面（38度線以北の地域）を編入。(15面)
  - 甕津邑・月禄面が合併し、月禄面が発足。
  - 秋花面が東雲面に編入。
  - 海南面が茄佐面に編入。
- 1952年12月 - 郡面里統廃合により、黄海道碧城郡茄佐面・月禄面・検丹面・弥栗面・高山面および西席面・壮谷面・雲山面・羅徳面の各一部、甕津郡甕津面・富民面の各一部地域をもって、碧城郡を設置。碧城郡に以下の邑・里が成立。(1邑23里)
  - 碧城邑・玉井里・長峴里・桑林里・月峴里・龍井里・竹川里・双岩里・白雲里・大成里・温泉里・指南里・道楽里・冷井里・月峯里・安谷里・内湖里・道峴里・通山里・席洞里・神光里・書院里・原坪里・士峴里
- 1953年12月 (1邑23里)
  - 桑林里の一部が月峴里に編入。
  - 龍井里の一部が桑林里に編入。
- 1954年10月 - 黄海道の分割により、黄海南道碧城郡となる。(1邑23里)
- 1958年6月 - 道楽里・冷井里・指南里が信川郡に編入。(1邑20里)
- 1959年2月 - 温泉里が信川郡に編入。(1邑19里)
- 1961年3月 - 神光里が海州市に編入。(1邑18里)
- 1965年1月 (1邑19里)
  - 原坪里の一部が士峴里に編入。
  - 士峴里・内湖里の各一部が合併し、石潭里が発足。
- 1967年10月 (1邑19里)
  - 安谷里の一部が月峯里に編入。
  - 白雲里・双岩里の各一部が安谷里に編入。
  - 玉井里の一部が龍井里に編入。
  - 双岩里の一部が竹川里に編入。
- 1990年6月 (1邑21里)
  - 碧城邑の一部(新しく開墾された干拓地)が分立し、南艙里が発足。
  - 書院里の一部(新しく開墾された干拓地)が分立し、獐村里が発足。
- 1999年6月 - 獐村里が獐川里に改称。(1邑21里)

## 下位行政区画
1邑・21里からなる。
| - 碧城邑 - 南艙里 - 内湖里 - 大成里 - 道峴里 - 龍井里 - 白雲里 - 士峴里 - 桑林里 - 書院里 - 石潭里 | - 席洞里 - 双岩里 - 安谷里 - 玉井里 - 原坪里 - 月峯里 - 月峴里 - 獐川里 - 長峴里 - 竹川里 - 通山里 |

## 交通
- 甕津線
  - 西席駅 - 碧城駅 - 紫陽駅 - 長屯駅